# Palazzo Luzzago di Bagno
Il Palazzo Luzzago Di Bagno è un edificio storico di Manerbio realizzato nel XVIII secolo dall'accorpamento di due fabbricati contigui risalenti al primo Seicento, costruiti dalla nobile famiglia Luzzago.
Ceduto nel 1908 dalla famiglia Di Bagno al Comune di Manerbio, è attualmente sede del municipio. L'ala laterale del palazzo, un tempo adibita a foresteria, ospita attualmente la Biblioteca Civica e il Museo Civico. La cavallerizza, situata sul lato meridionale, è stata trasformata in Teatro Civico.